# اس‌اس بالتیک (۱۸۵۰)
اس‌اس بالتیک (۱۸۵۰) (به انگلیسی: SS Baltic (1850)) یک کشتی بود که طول آن ۲۸۲ فوت (۸۶ متر) بود. این کشتی در سال ۱۸۵۰ ساخته شد.